# Fuheis
Fuheis (em árabe: الفحيص) é uma cidade da Jordânia, na província de Balqa.
A cidade possui 20,000 habitantes.